# 중부매일
중부매일은 충청북도의 지역 신문사이다.

## 연혁
- 1990년 1월 20일 창간.